# Willa Eduarda Liski

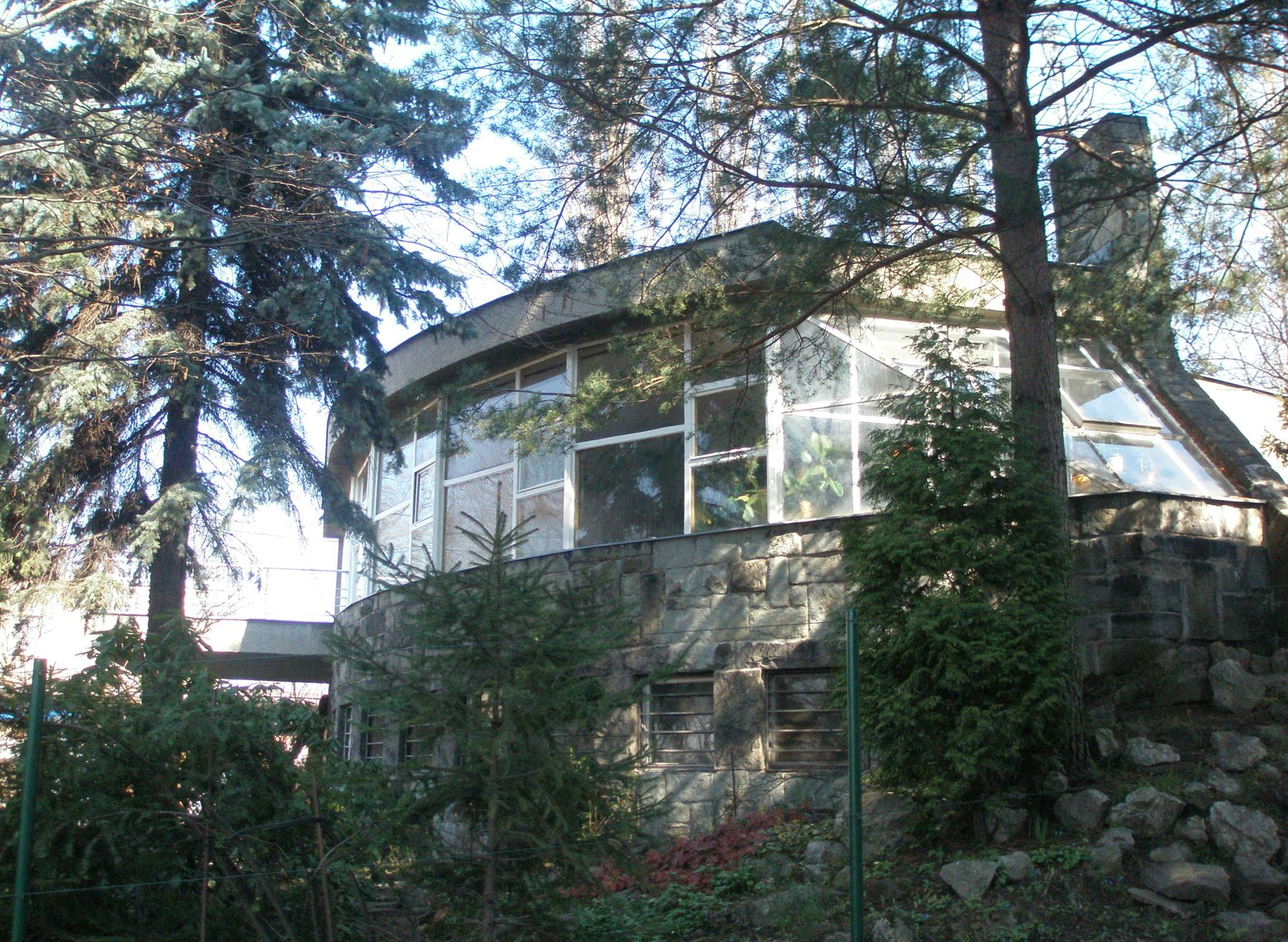
Willa Lisky – okno panoramiczne

Willa Eduarda Liski (cz. Liskova vila lub Šlapetova vila) – modernistyczna willa z 1936, zlokalizowana w Śląskiej Ostrawie (Czechy), przy ul. Čedičovej 8, reprezentująca nurt funkcjonalistyczny w architekturze czeskiej. Od 1 lipca 2008 obiekt jest pamiątką kultury narodowej.
Projekt inspirowany był budową willi doktora Baensche w Berlinie Spandau, którą zaprojektował Hans Scharoun w latach 1934–1935. Dom Lisky jednak twórczo przetwarza wzory scharounowskie. Zaprojektowali go morawscy architekci, bracia-bliźniacy Lubomír i Čestmír Šlapetowie. Obiekt zlokalizowano na stoku, tak że z dwóch stron różni się ilością kondygnacji (od ogrodu jest piętrowa, a od ulicy ma tylko przyziemie). Centralną przestrzeń domu stanowi wspólna hala, znajdująca się na zwieńczeniu traktu komunikacyjnego. Szeroki widok zapewnia tutaj zaokrąglone, panoramiczne okno z widokiem na modernistyczny Nowy Ratusz – największy i najwyższy tego typu obiekt w Czechach. Willa ma rzut w kształcie litert "T". Na wschodzie zaprojektowano kryty taras, otwarty na wnętrze domu.
Willa zachowała się do dziś w dobrym stanie, z większością oryginalnych detali, np. zamków, przełączników światła, wanną, umywalkami, bateriami łazienkowymi, oknami, drzwiami i szafami. Pozostały także urządzenia z epoki – np. centralne ogrzewanie z kotłem Frama, wentylatory, filtry i inne.